# Josep Maria Abella Batlle
Josep Maria Abella Batlle CMF (* 3. November 1949 in Lleida) ist ein spanischer Ordensgeistlicher und römisch-katholischer Bischof von Fukuoka.

## Leben
Josep Maria Abella Batlle trat der Ordensgemeinschaft der Claretiner bei und legte am 22. August 1966 die zeitliche Profess ab. Am 8. Dezember 1972 legte er die ewige Profess ab. Abella Batlle empfing am 12. Juli 1975 das Sakrament der Priesterweihe. Von 2003 bis 2015 war er Generaloberer der Claretiner.
Am 2. Juni 2018 ernannte ihn Papst Franziskus zum Titularbischof von Methamaucum und zum Weihbischof in Osaka. Der Erzbischof von Osaka, Thomas Aquino Man’yō Kardinal Maeda, spendete ihm am 16. Juli desselben Jahres die Bischofsweihe; Mitkonsekratoren waren der Erzbischof von Nagasaki, Joseph Mitsuaki Takami PSS, und der Erzbischof von Tokio, Tarcisio Isao Kikuchi SVD.
Am 14. April 2020 ernannte ihn Papst Franziskus zum Bischof von Fukuoka. Die Amtseinführung erfolgte am 17. Mai desselben Jahres.